# 星亨
星亨（日语：／ Hoshi Tōru，1850年5月19日—1901年6月21日），是日本的政治家、律师和学者，他曾在第二届众议院选举后成为众议院议长。1893年12月，他因为在相馬事件中涉嫌受贿而辞去议长职位。1900年10月，他加入第四次伊藤内阁担任递信大臣，但随即又遭到涉贪的指控而辞任。次年6月21日，他在東京市会被剑客伊庭想太郎暗杀身亡。